# 1898 في الأرجنتين
فيما يلي قوائم الأحداث التي وقعت خلال عام 1898 في الأرجنتين.

## سياسة

### تعيين في المنصب
- 9 أغسطس – بينيتو إراولا لونش Mayor of La Plata ‏.
- 12 أكتوبر – خوليو روكا الأرجنتيني رئيس الأرجنتين.

### انتهاء فترة المنصب
- 15 سبتمبر – بينيتو إراولا لونش Mayor of La Plata ‏.
- 12 أكتوبر – خوسيه إيفاريستو رئيس الأرجنتين.
- 12 أكتوبر – خوليو روكا الأرجنتيني عضو مجلس الشيوخ الأرجنتيني ‏.

## مواليد

### فبراير
- 10 فبراير – جوزيف كيسيل صحفي فرنسي.

### أغسطس
- 6 أغسطس – ميغيل فاوست روتشا ممثل أرجنتيني.

### سبتمبر
- 10 سبتمبر – ماريا روزا أوليفر

### نوفمبر
- 15 نوفمبر – لويس فرانكو كاتب أرجنتيني.

## وفيات

### سبتمبر
- 17 سبتمبر – مانويلا روزاس (مواليد 1817) ناشطة أرجنتينية.